# Acer majus
Acer majus é uma espécie de árvore do gênero Acer, pertencente à família Aceraceae.